# Крой, Эрнст Богуслав фон
Э́рнст Богу́слав фон Кро́й (нем. Ernst Bogislaw von Croÿ, 26 августа 1620, Финстинген, Священная Римская империя — 6 февраля 1684, Кёнигсберг, Бранденбург-Пруссия) — аристократ из рода Крой; лютеранский князь-епископ Каммина, иерарх Померанской евангелической церкви с 1637 по 1650 год. Наместник курфюрста Бранденбурга в Померании с 1665 по 1678 год и Восточной Пруссии с 1669 по 1684 год.

## Биография
Родился 26 августа 1620 года в Финстингене в семье герцога Эрнеста де Кроя и Анны Померанской, дочери предпоследнего герцога Померании Богуслава XIII. Родители Эрнста принадлежали к разным конфессиям: отец был католиком, мать — лютеранкой. При заключении брака ими был подписан контракт, по которому они принимали на себя обязательство воспитывать детей в протестантском исповедании. Спустя несколько недель после рождения Эрнста умер его отец. Из-за враждебного отношения родственников отца в условиях религиозных войн мать и сын в 1622 году прибыли к родственникам матери в столицу герцогства Померания Штеттин.
В 1634 году Эрнст поступил в Грайфсвальдский университет. Дядя Эрнста Богуслава герцог Померании Богуслав XIV предоставил ему во владение Наугард и Массов. С 1637 по 1650 годы Эрнст был лютеранским князем-епископом Каммина. По Вестфальскому договору в 1648 году камминская епархия была обещана курфюршеству Бранденбург-Пруссии. В 1650 году Эрнст отказался от своего права на епархию, взамен получив значительную сумму наличными и пенсию его матери в Померании. Он поступил на службу к курфюрсту Бранденбурга Фридриху-Вильгельму и с 1665 по 1670 годы служил штатгальтером Померании, а с 1670 до своей смерти в 1684 году был штатгальтером Пруссии.
Когда в 1637 году умер Богуслав XIV, последний правитель Померанского дома, Эрнст унаследовал личные вещи покойного дяди. Незадолго до своей смерти с согласия правительства Шведской Померании он завещал университету в Грайфсвальде книги и перстень Богуслава XIV, большую золотую цепь герцога Померании Эрнста Людвига и гобелен бургундских вельмож де Круа. Кроме того, Эрнст Богуслав пережил не только своего дядю, герцога де Круа, женатого первым браком на старшей дочери первого принца Линя и вторым браком на графине Женевьеве д’Юрфе (племяннице писателя), но и его единственную дочь. Таким образом, к концу жизни он остался единственным наследником первого князя де Круа и всех его титулов.
Эрнст запомнился современникам как уважаемый ученый, но ещё больше, как человек с деликатным и робким характером. Он никогда не был женат, однако от простолюдинки Доротеи Левин имел незаконорожденного сына по имени Эрнст. 30 марта 1670 год курфюрст Брандербург-Пруссии Фридрих Вильгельм позволил признать его под именем Эрнста фон Кройнграйфа. Но после того, как в 1681 году сын перешёл в католичество и стал священником-иезуитом отец отрёкся от него и лишил наследства.
Эрнст Богуслав фон Крой умер 6 февраля 1684 года в Кёнигсберге и был похоронен в дворцовой церкви Святого Гиацинта в Штольпе (ныне Слупск). От брака его сестры с первым князем Сальмским происходят правители Сальмского княжества в Лотарингии.